# M-100 (fusée-sonde)
La M-100 est une fusée-sonde soviétique à deux étages, à vocation météorologique.
Plus de 6 640 de ces fusées sont construites entre 1957 et 1990, il s'agit du modèle de fusée-sonde le plus utilisé de tous les temps. Les instruments de mesure à bord transmettaient généralement par radio des données scientifiques au sol lors de la descente en parachute. Des étalonnages croisés avec des fusées-sondes homologues occidentales ont permis l'inclusion des mesures dans des bases de données mondiales. La production cesse en 1990 à la suite de l'effondrement de l'Union soviétique.

## Lancement et vol
La M-100 est une fusée à propergol solide sans guidage à deux étages avec stabilisateurs aérodynamiques à ses deux étages. Le lancement est effectué sur une trajectoire proche de la verticale à partir d'une rampe de lancement à guidage spiralé, donnant à la fusée une rotation autour de son axe longitudinal. La rotation élimine l'influence de l'asymétrie de poussée des moteurs et de l'aérodynamique du corps de la fusée sur la trajectoire de vol.
La séparation des étages se fait « à chaud » après l'allumage de la poudre du deuxième étage. La partie principale est séparée à une altitude de 65-70 km. Dans le même temps, le parachute s'ouvre, ce qui stabilise le vol sur le segment supérieur de la trajectoire de chute libre et dans les couches denses de l'atmosphère (en dessous de 60 km) ralentit fortement la vitesse de descente forçant la fusée à dériver conformément à la force et la direction du vent. Durant la descente, l'équipement de la tête communique par radio les mesures de température, pression et densité.

## Sites de lancements

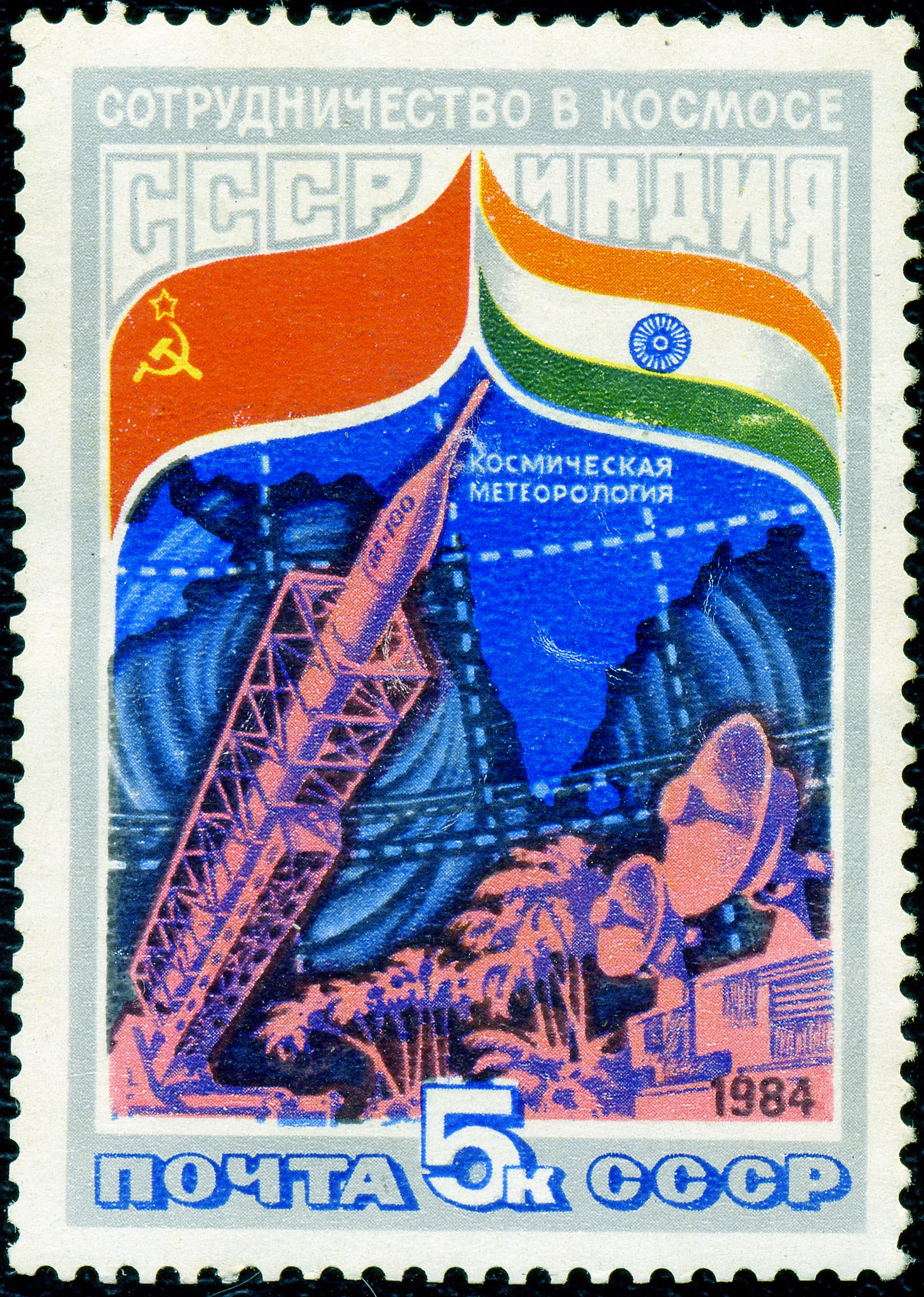
La fusée sonde M-100 sur sa rampe de lancement. Timbre soviétique de 1984 en hommage à la coopération soviéto-indienne pour le lancement des fusées M-100 depuis la base de Thumba au Kérala.

Les fusées-sondes M-100 n'ont pas seulement été lancées à partir de sites de l'ex-Union soviétique. Des lancements ont également eu lieu depuis plusieurs pays étrangers ainsi qu'en mer sur des navires aménagés. Les principaux sites de lancements terrestres sont Kapoustine Iar (oblast d'Astrakan, Russie), Kheysa (Île Heiss, Terre François-Joseph, Russie), Molodyozhnaya (en) (Antarctique), Thumba Equatorial Rocket Launching Station (en) (Thiruvananthapuram, Kérala, Inde), Koroni (Grèce) et Port-aux-Français (îles Kerguelen, France). En mer, les campagnes de tirs ont lieu dans les océans Pacifique, Indien et Atlantique à partir de la seconde moitié des années 1960 depuis des navires hydrométéorologiques : le Ju. M. Shokalsky, le A. I. Voiekov et l'Akademik Shirshov. Les tirs de la campagne 1966-1968 de l'océan Indien permettent de préciser la connaissance de la haute atmosphère en vue du retour d'un vol lunaire habité vers le Kazakhstan.